# Le Goût de la cerise
Pour les articles homonymes, voir Cerise (homonymie).
Pour plus de détails, voir Fiche technique et Distribution.
Le Goût de la cerise (en persan : طعم گیلاس, Ta'm-e gilās) est un film franco-iranien réalisé, écrit, produit et monté par Abbas Kiarostami, sorti en 1997.
Il a reçu la Palme d'or au Festival de Cannes 1997, ex æquo avec L'Anguille de Shōhei Imamura.

## Synopsis
Un homme désespéré d’une quarantaine d’années, au volant d'un 4 × 4, se met en quête de quelqu'un acceptant, en échange d'une substantielle rémunération, de l’enterrer après le suicide qu'il projette. 
Dans la banlieue déshéritée de Téhéran, un conducteur, dont on ignore encore le projet car il ne propose qu'une grosse somme d'argent en échange d'un travail qu'il ne précise pas, croise sur sa route d'abord vainement une série de personnages soit lui apparaissant non fiables soit le jugeant lui-même non fiable et refusant de l'écouter et encore plus de le suivre. Ensuite, s'éloignant dans les environs semi-désertiques de la ville, livrées ici et là à des travaux de récupération de terres et de pierres, l'homme rencontre un jeune homme kurde commençant son service militaire, puis un séminariste musulman afghan et enfin un vieux père de famille iranien taxidermiste au musée d'histoire naturelle. Ceux-ci acceptent successivement de monter dans son véhicule et de l'y écouter, apprenant ainsi avec le spectateur le projet suicidaire du conducteur avant de réagir à sa proposition de manière différente, initiant avec le conducteur des dialogues aux contours sociologiques, religieux, moraux, philosophiques. Le conducteur n'indique pas la cause précise motivant sa volonté de mourir, évoquant uniquement une souffrance morale qu'il ne peut plus supporter et sollicitant une compassion charitable chez ses interlocuteurs, ajoutant que celui qui sera d'accord obtiendra son argent même s'il survit à sa tentative de suicide et n'aura donc pas à l'enterrer. Seul le troisième passager (ayant plus besoin d'argent que les autres car devant payer les frais de soins d'un de ses enfants gravement malade ) est d'accord pour accomplir le travail de fossoyeur, mais toutefois avec scrupule et en incitant le suicidaire à remettre en question sa décision, notamment en lui racontant son expérience autobiographique d'un projet avorté de suicide dans des récits qui sont autant d'hymnes à la vie et, entre autres, au bonheur de continuer à savourer "le goût de la cerise". Ils conviennent finalement de se retrouver le lendemain matin : Si l'employé du musée trouve l'homme mort, alors il recouvrira de terre la fosse que celui-ci a déjà creusée, mais, à la demande ultime du suicidaire qui reste dans le doute quant à la réussite de son acte, à condition de s'être d'abord bien assuré qu'il ne sera pas simplement endormi étant donné que le moyen prévu réside dans une overdose de somnifères.
Le film s'achève sur une fin qui apparaît ouverte : Le spectateur voit - à la faveur des lueurs intermittentes d'une lune ennuagée et des éclairs d'un orage approchant - en gros plan l'homme allongé dans sa fosse obsure, regardant fixement le ciel nocturne, avant que tout disparaisse dans un fondu au noir. Sans transition une dernière séquence, tournée avec une simple caméra vidéo, montre l'acteur principal avec l'équipe technique du film et des figurants en tenue militaire, en plein travail lors d'un repérage et d'une répétition préparatoire, au même endroit que la dernière scène qui précède, mais en plein jour, hors de la fosse et dans une ambiance d'enthousiasme.

## Fiche technique
- Titre français : Le Goût de la cerise
- Titre original : طعم گیلاس Ta'm-e gilās
- Réalisation et scénario : Abbas Kiarostami
- Photo : Homayun Payvar
- Montage : Abbas Kiarostami
- Producteur : Abbas Kiarostami
- Langue originale : persan
- Pays de production :  Iran,  France
- Format : 35 mm
- Genre : drame
- Durée : 99 minutes
- Date de sortie : 29 octobre 1997

## Distribution
- Homayoun Ershadi : M. Badii
- Abdolrahman Bagheri : M. Baheri
- Afshin Khorshid Bakhtiari : un soldat
- Safar Ali Moradi : un soldat
- Mir Hossein Nuri : le séminariste

## Distinctions
- Festival de Cannes 1997 : Palme d'or, ex æquo avec L'Anguille de Shōhei Imamura
- Boston Society of Film Critics 1998 : meilleur film étranger

## Analyse
Le suicide est non seulement un acte interdit en Iran, mais de plus un sujet qu'il est interdit d'aborder. Si Le Goût de la cerise n'est certes pas une apologie du suicide, bien au contraire, il a pour objectif de faire sauter ce tabou. Au-delà de la problématique concernant la liberté pour un individu de mettre fin à sa vie, cette œuvre ouvre la réflexion sur le droit à une liberté plus générale de la personne face aux contraintes sociales absolutistes qui la dépossèdent du choix de ce qu'elle veut intimement être.

## Sortie vidéo
Le film sort en combo DVD/Blu-ray édité par Potemkine Films le 7 avril 2020, incluant une analyse du film et un documentaire inédit de Bahman Kiarostami.